# 富小路家
富小路家（とみのこうじけ）は、藤原北家二条家庶流と伝わる公家、華族の家。公家としての家格は半家、華族としての家格は子爵家。

## 歴史

### 公家
関白二条道平の次男道直が、鎌倉時代に権大納言小倉実教の次男公脩が富小路を名乗ったのに因み、富小路と称したのに始まると伝わる。ただし『尊卑分脈』には道平の子に道直の名前は見当たらない。
道直五世の孫という戦国時代の当主の富小路俊通は、九条家諸大夫で正四位上内務卿の位階官位を得た後、上階をとげて堂上に列したと見られる。『公卿補任』に俊通が従三位に昇った記録は見い出せないが、その息子の資直が大永6年（1526年）に従三位に昇った際の同書には「従三位俊通子」という記述がある。
ただ、出自が判然としない俊通の上階は容易なことではなかったと見られる。同時代の殿上人達からも強く批判されていた。たとえば、権大納言中御門宣胤は『宣胤卿記』文亀元年（1502年）3月5日の条において、「俊通朝臣は上階を申すが、いかなる近例によってか、彼は朝臣九条殿諸大夫で、父祖は全く知られていない。初めは一条殿諸大夫源康俊（文明2年（1470年）叙従三位）の猶子となり、更に誰かの猶子となり、藤原氏に改姓し、系図を新作して二条殿の末流とするとか以ての外である。もとは異国より来たる者という噂さえ聞く。このたび上階を申すは分に過ぎたことというべきか、子の資直の多年の労をもっての申請だろうが、六位蔵人さえも身分不相応な朝奨だろう」と論じている。
それでも俊通の上階が勅許に至ったのは、何かしらの事情があったと考えられる。俊通の息子の資直も上階に至り、堂上家としての地位を確立したことで、二条家庶流という家伝も定着していったと見られる。公家としての家格は半家、内々、旧家。和歌と俳諧を家業とした。
九条政基の承認を得た上で二条家の血を引く系図が偽作されたが、他の公家からは「地下商売之者子」や竹内門跡坊官の流れ、異国人の子孫などと罵倒され忌避されていた。
富小路家の系図には二条道平を祖とする系図と醍醐源氏流一条家諸大夫源久任に繋がる系図の2種類が存在する。後者の系図によると、富小路俊通は実は浄土寺門跡侍法師石見法橋某（富小路通慶）の子であるとする。『歴名土代』によると長禄2年（1458年）4月に従五位上に叙されたときは源姓であり、正五位下となった文明4年（1472年）9月に至ると既に藤原氏として現われていることから、この間に改姓したことがわかる。
寛正4年（1463年）6月には、紹慶庵敷地の押領について梶井門主の梶井義承が訴えており、その裁可の礼の使者として「富小路」が蔭涼軒主の季瓊真蘂のもとを訪れている。「富小路」が誰であるか判明しないが、富小路通慶かその同族と考えられる。長禄2年（1458年）6月には、「梶井殿富小路方」が所領問題で摂津国大蔵寺から訴訟を起こされている。また、同年には資金を欲していた九条政忠に対して播磨国安田荘高田郷の売却を条件に資金を提供している。翌3年（1459年）には尾張国二宮社領の代官となっている。
康正から寛正年間（1455年〜1466年）にかけて成立した『経覚私要鈔』によると、俊通の父・通慶は九条政忠・政基親子に接近したことが確認できる。また九条家家政を代行した安位寺経覚に対しても、祇園会見物に招待したり、足利義政任大臣奏慶行列見物にて招引したりしている。その待遇は「御飯以下以外結構也、其後有一献以下、江瓜・丹瓜尽数」と経覚を感嘆せしめる程豪華であり、応仁（1467年〜1469年）以前の通慶はすでに裕福であったことがわかる。通慶は医師としても活動しており、その報酬と荘園代官請負への投資などによって資金を増やしていたと考えられる。富小路氏の抱えた所領問題は、潤沢な資金を門跡に投資融資して寺領に権利を得るようになったことで発生するようになった。そのように財力を蓄えることで、子の俊通や孫の資直の公家社会入りを準備していた。
文明8年（1476年）に関白に就任した九条政基は、近江坂本から上洛し宣下をうけたが、その際に用いられたのは小槻長興によると「小河候人弾正少弼俊通」の宿所であったという。同所を船橋宗賢は「実相院構内前弾正少部俊通（九条殿諸大夫）宿所」と記しており、俊通が実相院に敷地に宿所を持つに至ったことは、彼が実相院門跡にも接近していたことを示している。
文明11年（1479年）には俊通が和泉国日根郡入山田半分を給恩地として賜っている。しかし俊通は代官に根来寺の人物を採用して和泉守護の細川氏と対立したことで同17年（1485年）に京都の邸宅を焼き討ちされている。
文明16年（1484年）には前関白・九条政基の執申によって当時10歳の富小路資直が六位蔵人となった。
延徳3年（1491年）12月2日、近日に迫った仏事用途未着の処理を亀泉集証は
幕府に申し出ている。この時集証は「以久上司、遣一行於富小路方、可達葉室殿之由白之」し、翌日久上司が俊通の返答状を持ち帰った。集証はこれを仏事当事者の慈照院に廻送している。翌年2月16日に俊通は集証に美濃国の瑞庸西堂を臨川寺の住持にする旨の公帖を求めているが、これは集証によって拒否されている。また3月、常徳院から集証のもとに使僧が遣わされ、常徳院殿故義尚年忌仏事銭が督促された。集証は「葉室殿此間在洛之故不下人、只今富小路江遣人、可督之」と返答している。そして俊通方に季才を遣わし、「26日の仏事を銭万疋で行えと将軍から既に命令されているので、今日明日に到来しないと御仏事を行うことができない。寺家の事はこちらでは一銭も引違えることはできない」と念を押した。富小路はこれに対し、「将軍御動座のために畠山政長殿から万疋の進上がある。これをもって御下行されるであろうが、今のところ仰せ出されていない」と応じている。同29日、仏事が無事挙行された礼のため、常徳院主惟省に集証が同道して近江三井陣に赴いた。将軍・足利義材との対面に先だって、葉室光忠の宿所に詣でた彼等はその次第を述べ、光忠とその申次である俊通に礼銭折紙五百足と銭一般をそれぞれに贈与している。同3年の鈎の陣では松殿忠顕と共に葉室光忠の職務を代行するほど立場を高めているが、明応2年（1493年）2月21日、俊通は義材の河内国出陣の途上で葉室光忠と畠山政長の取次の過程において虚偽の内容を取次など独断専行を犯したため逐電した。和泉国における細川氏との対立もこの蓄電に関係しているとされる。
俊通が義材の昵懇の公家である葉室光忠への取次という地位に昇ることができたのは、俊通が、浄土寺門跡侍法師石見法橋某の子であったことと関連していると考えられる。『経覚私要鈔』によると俊通の父・通慶は寛正年間（1460年〜1466年）まで活動が確認できる。その頃の浄土寺門主は嘉吉3年（1443年）に同寺に入室した義尋（後の足利義視）であり、通慶は義尋に侍法師として仕えていたと推測でき、俊通が美濃国の人物を臨川寺の住持に推薦していたり、文明18年（1485年）3月には土岐成頼の娘の診療のために下向していたりするのも、義視・義材と共に美濃国となんらかの関係を有していたからであると考えられる。
俊通が系図を偽作したのは、彼と交流のあった　医師・竹田定盛の影響を受けている。定盛は清水谷実久に賄賂を贈り自身の家を清水谷家の庶流であることを認めさせ系図を改竄させてある。通慶・俊通親子も医師として活動していたことが確認されており、宝徳4年（1452年）6月2日から文亀3年（1503年）3月3日までの間に20回以上の医療活動を行っている。当初は九条家やその周辺の人物に対してのみ医療活動を行っていたが、甘露寺親長の月次和歌会に参加するようになると近衛房嗣や三条西実隆なども診察するようになった。
富小路家が公家社会内で成長することができたのは九条家の庇護下にあったからであり、俊通も九条家の意志を無視することはしなかった。九条政基が和泉国日根荘に下向した翌年の文亀2年（1502年）には九条尚経の推挙によって俊通が従三位に叙された。これに対して、中御門宣胤は「俊通は四位の時から昇殿を許されていたわけではなく、諸大夫として従三位になったのだから堂上家の三位とは区別しなくてはならない」と述べており、これに対抗して俊通は子の資直の仙籍勅許・堂上権獲得を目指すこととなったが、資直の昇殿は許されたものの没するまで堂上権獲得はできなかった。
文亀3年（1503年）10月には、九条家の所領である播磨国安田荘高田郷の沽却を俊通が行っており、通慶から継承した旧九条家領について改めて自身の所有を九条政基に確認したものであった。
俊通より四代後の従三位秀直の息子良直は、慶長20年（1615年）に大坂の役で戦死したため、同じくこの時に戦死した左近衛中将持明院基久の三男頼直（従三位）を養子に迎えている。
頼直の子である永長（正三位）の三男行直は後水尾院の院参衆となり、木辻家を起こしたが、延宝5年（1677年）に一代で絶え、四男利直も相楽家を起こして院参衆となったが、天和3年（1683年）に処罰されることがあり隠岐に流され、利直の息子重直は本家の永長の養嗣子となったので相楽家も一代で絶えた。
富小路家は基本的に正三位が極位だったが、総直の息子良直は従二位、政直は正二位まで登っている。江戸時代の家禄は200石。屋敷は中筋東側。菩提所は松林院。

### 華族
幕末から明治前期の当主敬直は、幕末に公武合体派の公卿だったため、尊王攘夷派の公卿の批判を受けて一時解官落飾を余儀なくされたが、王政復古直前に赦免されて復飾し、明治2年には侍従に就任した。
明治2年に公家と大名家が華族として統合されると敬直も公家として華族に列した。また敬直の次男で奈良興福寺慈門院住職になっていた相楽富道も明治2年に還俗して、分家の堂上家相楽家を起こして華族（華族令施行後男爵家）に列している。
明治3年12月10日に定められた富小路家の家禄は、現米で286石。明治9年8月5日の金禄公債証書発行条例に基づき家禄と引き換えに支給された金禄公債の額は1万2956円5銭5厘（華族受給者中314位）。明治前期の敬直の住居は東京府神田区駿河台南甲賀町にあった。
明治17年（1884年）7月7日の華族令の施行で華族が五爵制になると、同8日に大納言直任の例がない旧堂上家として敬直が子爵を授けられた。
明治25年10月28日に敬直が死去した後、長男の治直が爵位と家督を相続。明治32年5月21日に治直が死去した後には長男の隆直（祖父敬直の養子に入っていた）が爵位と家督を創造。隆直は東京帝国大学法科政治科を卒業後、貴族院の子爵議員に当選して務めた。
昭和前期に富小路子爵家の住居は東京市淀橋区上落合にあった。